# Calendrier de Cordoue
Le Calendrier de Cordoue (ou Le Livre de la division des temps, en arabe تقويم قرطبة, ) est un texte écrit en 961 par l'évêque mozarabe Recemundo. Il y décrit les travaux agricoles qui devaient être effectués chaque mois, les progrès et évolutions que devaient suivre chaque denrée ainsi que les évolutions des saisons dans les villes et les campagnes afin d'organiser les récoltes.
Le livre de la division des temps, a été traduit  XIIIe siècle par le médecin et astronome Gérard de Crémone. L’œuvre est dédiée au calife Alhakén II et écrite à la fois en arabe et en latin de façon parallèle, bien que les deux versions ne se correspondent pas toujours.

## Contenu
L'oeuvre est un recueil de thèmes météorologiques, astronomiques et traditionnels quant à la santé et l'hygiène du corps et à l'agriculture. Il décrit un curieux système de prédiction météorologique basé sur la position du soleil et l'occultation de certaines étoiles, qu'il associe à des phénomènes répétés et éprouvés à ces dates.
Il est possible que l’œuvre ne soit pas originale et au contraire soit une traduction et/ou une version augmentée d'un manuscrit arabe antérieur.

## Extraits
- En janvier on plantera à Cordoue les boutures, en septembre les fruits mûriront seront ramassés, et dans ce même mois on préparera un sirop connu de deux variétés de grenades : acide (hamïd) et douce (hulw).
- Il fait référence à un coulis, élaboré avec le jus des deux variétés de grenade et de l'eau de fenouil, pour soigner les cataractes.